# Glenn Heights
Glenn Heights és una ciutat dels Estats Units a l'estat de Texas. Segons el cens del 2000 tenia 7.224 habitants.

## Demografia
Segons el cens del 2000, Glenn Heights tenia 7.224 habitants, 2.356 habitatges, i 1.917 famílies. La densitat de població era de 397,3 habitants/km².
Dels 2.356 habitatges en un 53,3% hi vivien nens de menys de 18 anys, en un 61,3% hi vivien parelles casades, en un 15,2% dones solteres, i en un 18,6% no eren unitats familiars. En el 14,2% dels habitatges hi vivien persones soles el 2,2% de les quals corresponia a persones de 65 anys o més que vivien soles. El nombre mitjà de persones vivint en cada habitatge era de 3,07 i el nombre mitjà de persones que vivien en cada família era de 3,38.
Per edats la població es repartia de la següent manera: un 35,5% tenia menys de 18 anys, un 8,6% entre 18 i 24, un 37,2% entre 25 i 44, un 15% de 45 a 60 i un 3,7% 65 anys o més.
L'edat mediana era de 28 anys. Per cada 100 dones de 18 o més anys hi havia 93,9 homes.
La renda mediana per habitatge era de 51.076 $ i la renda mediana per família de 53.548 $. Els homes tenien una renda mediana de 34.411 $ mentre que les dones 29.395 $. La renda per capita de la població era de 18.693 $. Aproximadament el 5,5% de les famílies i el 7,2% de la població estaven per davall del llindar de pobresa.

## Poblacions més properes
El següent diagrama mostra les poblacions més properes.